# Croix de Camfroux
La Croix de Camfroux, près du lieu-dit « Camfroux » sur la commune de Guégon dans le Morbihan.

## Historique
La croix de Camfroux fait l’objet d’une inscription au titre des monuments historiques depuis le 21 juin 1927.